# Viandier
Le Viandier est un livre de recettes français de la fin du Moyen Âge (fin du XIVe siècle), associé au nom de Guillaume Tirel, dit Taillevent, maître cuisinier des rois de France Charles V et Charles VI. Le plus ancien manuscrit connu, celui de Sion, du XIIIe siècle, prouve qu'il lui est antérieur.
Il s'agit d'une reprise d'un ouvrage ancien concernant l'« art du viandier ».
Le Viandier est, avec le Ménagier de Paris, un ouvrage de référence pour la cuisine médiévale française.

## Description d'un ancien métier et d'une fonction de service alimentaire
Le viandier est encore au milieu du XVIe siècle un homme de métier, associé à la tenue et l'approvisionnement d'un magasin alimentaire, vendeur-fournisseur souvent en gros, parfois au détail à ses clients et acheteur à un réseau de collecte, gestionnaire d'une précieuse réserve de denrées de bouche consommables. Seules les petites villes de taille respectable (dépassant assez largement le millier d'habitants), et à population suffisamment riche par le négoce, possède ce commerce ou service polyvalent, la présence d'un viandier est un marqueur de puissance alors que la présence d'une succursale de viandier atteste mieux la richesse d'une petite élite locale oisive.
C'est aussi, par extension, une fonction équivalente au sein d'une grande maison seigneuriale, voire princière ou royale. Le viandier (ou un représentant de viandier, parfois également cuisinier) œuvre en mettant son art au service exclusif de la maison, qui le rétribue.
Le mot « viande » est évidemment utilisé au sens ancien du mot latin classique, vivenda, signifiant les vivres, les nourritures diverses, les provisions de bouche, les aliments en général. La signification originelle du participe présent du verbe latin, vivere, vivre est « ce qui sert à vivre, rester en vie, donc à se nourrir ».
Ces choses qui font vivre sont les farines, les fruits, les graines, les légumes, les chairs animales comme le poisson et le bœuf… sous des textures conservables si elles ne sont pas commandées fraîches, les fromages, jambons et saucissons de garde, les conserves traditionnelles mises en pot, jarre ou tonneau, les épices, le sel, les vins…
Les nombreuses classifications d'inspiration religieuse ou paysanne distinguaient en particulier, parmi les viandes :
- la viande végétale : les végétaux et fruits, fèves et légumes (corbeille et pichet)
- la viande farineuse, ou les viandes graines
- la viande en pièce
- la viande carnée[3]
- la viande saignante (présence de sang)
- la viande crue
- la viande plus ou moins grasse, comme le mouton ou le veau engraissé, le chapon
- la viande plus ou moins maigre, maigre comme le hareng, les poissons…
- la viande blanche, comme les volailles…
- la viande noire : en référence à toute chair faisandée, mais aussi au gibier en général
- la viande rouge : bœuf, cochon, mouton
- la viande transformée au saloir, comme le jambon
- la viande découpée, en fines lamelles, salée et pressée en tonneau, ou en grand pot, comme la choucroute
- la viande séchée, comme les fruits secs ou les pièces de chair animale séchée
- la viande fumée en cheminée ou au fumoir…
- la viande découpée et cuite, comme la chair cuite à l'origine de la charcuterie[4].

## Manuscrits et éditions duViandier
Cinq manuscrits du Viandier sont conservés : le plus ancien, daté d'environ 1300, est conservé à Sion, à la bibliothèque cantonale du Valais, les autres sont conservés à la Bibliothèque nationale de France, à la Murhardsche Bibliothek de Kassel (sous le nom de Vivendier), à la bibliothèque Mazarine et à celle du Vatican.

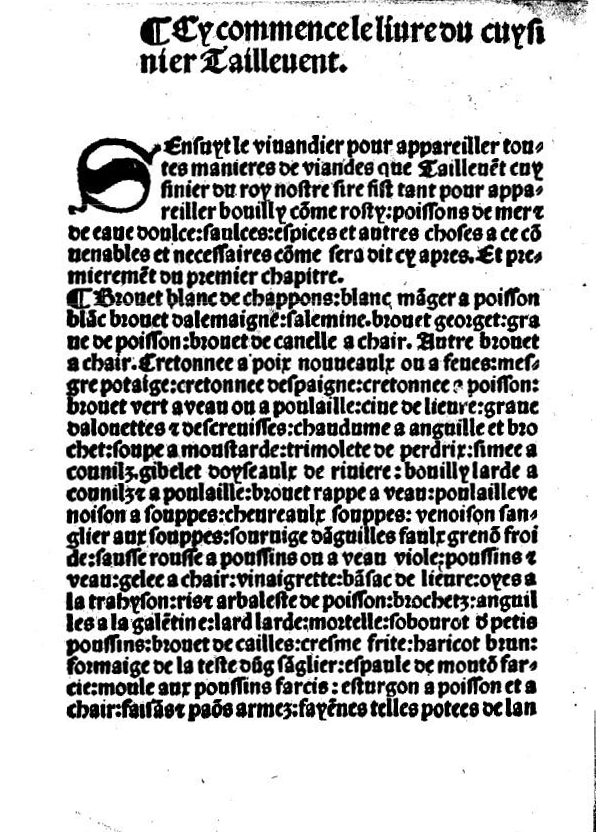
Le Viandier, de Taillevent, env. 1518-1520 (BnF, Rés. Z-2754).

La première édition connue du Viandier est sortie des presses d'un imprimeur parisien nommé Caillot (ou Caillau), vers 1486,. Cette édition est considérée par défaut comme l’editio princeps.
Au total, le Viandier sera imprimé au moins vingt-quatre fois entre 1486 et 1615.
Dans l'un des manuscrits, le livre se présente comme suit :
« Cy après sensuyt le viandier pour appareiller toutes manières de viandes que Taillevent queux du roy nostre sire fist tant pour abiller et appareiller bouilly, rousty, poissons de mer et d’eaue doulce, saulces, espices et autres choses à ce convenables et nécessaires comme cy après sera dit. »

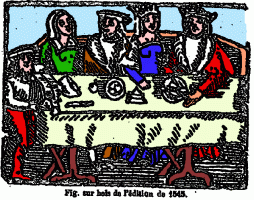
Figure sur bois colorisée extraite de l’édition de 1545.

Voici un petit extrait de l’édition du XVe siècle :
« Tartre de pommes. Despecés par pièces et mises figues et raisins bien nectoyés et mys parmy les pommes et figues et tout meslé ensemble et y soit mys de l’oignon frit au beurre ou a l’uyle et du vin et le par des pommes broyés et destampés de vin et soient assemblées les autres pommes broiés, mises avec le surplus et du saffran dedens ung peu de menues espices, synamome et gingembre blanc, anys et pyguriac, qui en aura ; et soient faictes deux grans abaisses de paste et touts les mistions mises ensemble, fort broiées à la main sur le pasté bien espès de pommes et d’aultres mistions et après soit mis le couvercle dessus et bien couverte et dorée de saffran et mise au four et fait cuyre. »
La cuisine du Viandier est souvent dépeinte comme une succession de mets lourds, compliqués ou trop richement épicés, mais on trouve néanmoins parmi les recettes des apprêts plus simples, notamment dans la partie des plats de carême « maigre ».

#### Recettes duViandier
- Brouet de cailles
- Faux-grenon
- Fromentée
- Saupiquet